# Pedro Santana (ville)
Pour l’article homonyme, voir Pedro Santana.
Pedro Santana est une ville située dans la province de Elías Piña en République Dominicaine, à la frontière avec Haïti.
La population était de 4 043 habitants en 2002.